# Касаду
Касаду (на френски: Kassadou) е град и община в южна Гвинея, регион Нзерекоре, префектура Гекеду. Населението на общината през 2014 година е 19 886 души.